# مجله خاور نزدیک‌شناسی
مجله خاور نزدیک‌شناسی (انگلیسی: Journal of Near Eastern Studies) یک مجله دانشگاهی است که توسط انتشارات دانشگاه شیکاگو منتشر می‌شود و تحقیقاتی را در مورد تمدن‌های باستانی و قرون وسطایی خاور نزدیک شامل باستان‌شناسی، هنر، تاریخ، ادبیات، زبان‌شناسی، دین، حقوق و علم پوشش می‌دهد. JNES به مطالعه تمدن‌های خاور نزدیک از پیش از تاریخ تا پایان دوره عثمانی در سال ۱۹۲۲ اختصاص دارد. JNES دامنه منحصربفردی از زمان، مکان و موضوع را شامل می‌شود، از جمله مشارکت‌های دانشمندان با شهرت بین‌المللی در مورد موضوعات آشورشناسی، مصرشناسی، هیتی‌شناسی، تورات، و مطالعات باستانی وابسته، و همچنین حوزه دومی از تأکید در مطالعات اسلامی اولیه، قرون وسطی، و اوایل-مدرن. دامنه انضباطی این مجله از تاریخ و زبان گرفته تا دین و ادبیات تا باستان‌شناسی و تاریخ هنر را شامل می‌شود.